# Florencio Molina Campos
Florencio Molina Campos (Buenos Aires, 21 de agosto de 1891 - Ib., 16 de noviembre de 1959) fue un dibujante y pintor argentino, conocido por sus típicos dibujos costumbristas de la pampa y de su país.

## Biografía
Su nombre completo era Florencio de los Ángeles Molina Campos. Era hijo de Florencio Molina Salas y de Josefina del Corazón de Jesús Campos. Perteneció a una familia tradicional de Buenos Aires.
Su familia poseía varios campos, y Florencio alternaba su vida en viajes entre el campo y la ciudad.
Molina Campos era autodidacta en su oficio.   
El 31 de julio de 1920 contrajo matrimonio con María Hortensia Palacios Avellaneda; al año siguiente nace su primera y única hija, el  11 de junio de 1921, llamada Hortensia, la cual tenía por sobrenombre "Pelusa". El matrimonio fracasó.
Su primera exposición fue en la Sociedad Rural Argentina en 1926- a instancias de sus amigos y aprovechando que sus antepasados eran socios fundadores y él había sido empleado y en ese entonces ya era socio. Marcelo Torcuato de Alvear, el presidente de la República Argentina de esa época, lo nombró profesor de arte del Colegio Nacional Nicolás Avellaneda después de presenciar la exposición. El año fue clave en la cultura de Argentina: Roberto Arlt publicó su primera novela (El juguete rabioso), en la cual quedó expresada la conflictividad social y subjetiva de las grandes ciudades argentinas; se editó Los desterrados, relatos casi póstumos del salteño (de Salto, Uruguay) Horacio Quiroga, quien representa en ellos el exilio interior ante una vida urbana insoportable y un ámbito rural clientelizado, y más cerca de la obra pictórica de Molina Campos, aunque en lugar del tono expresionista jocoso y con un tono trágico terminal, aparece el Don Segundo Sombra, de Ricardo Güiraldes. En efecto, en cierto modo existe una gran relación entre la obra pictórica de Molina Campos y la literaria de Ricardo Güiraldes, pero a la vez con tremendos contrastes: Molina Campos pinta a sus personajes con un humor melancólico que entonces aparece entre un aparente naíf y un cierto expresionismo, en cambio Güiraldes retrata literariamente a los gauchos con suma melancolía.
En 1930 publicó en el diario La Razón la serie Picapiedras criollos. El 14 de marzo de 1930, el ingeniero Luis Pastorino en Alpargatas S. A. desarrolla la confección del almanaque del año 1931, que consistió en doce obras gauchescas ejecutadas al gouache con una visión idealizada y costumbrista, las cuales tienen difusión a nivel internacional.
En el año 1937, tras obtener una beca de la Comisión Nacional de Cultura, viaja a Estados Unidos. Allí contrae matrimonio en segundas nupcias con María Elvira Ponce Aguirre: el 21 de diciembre se casa con el aval de la ley estadounidense.
En 1938 realiza una exposición en el English Book Shop de Nueva York.

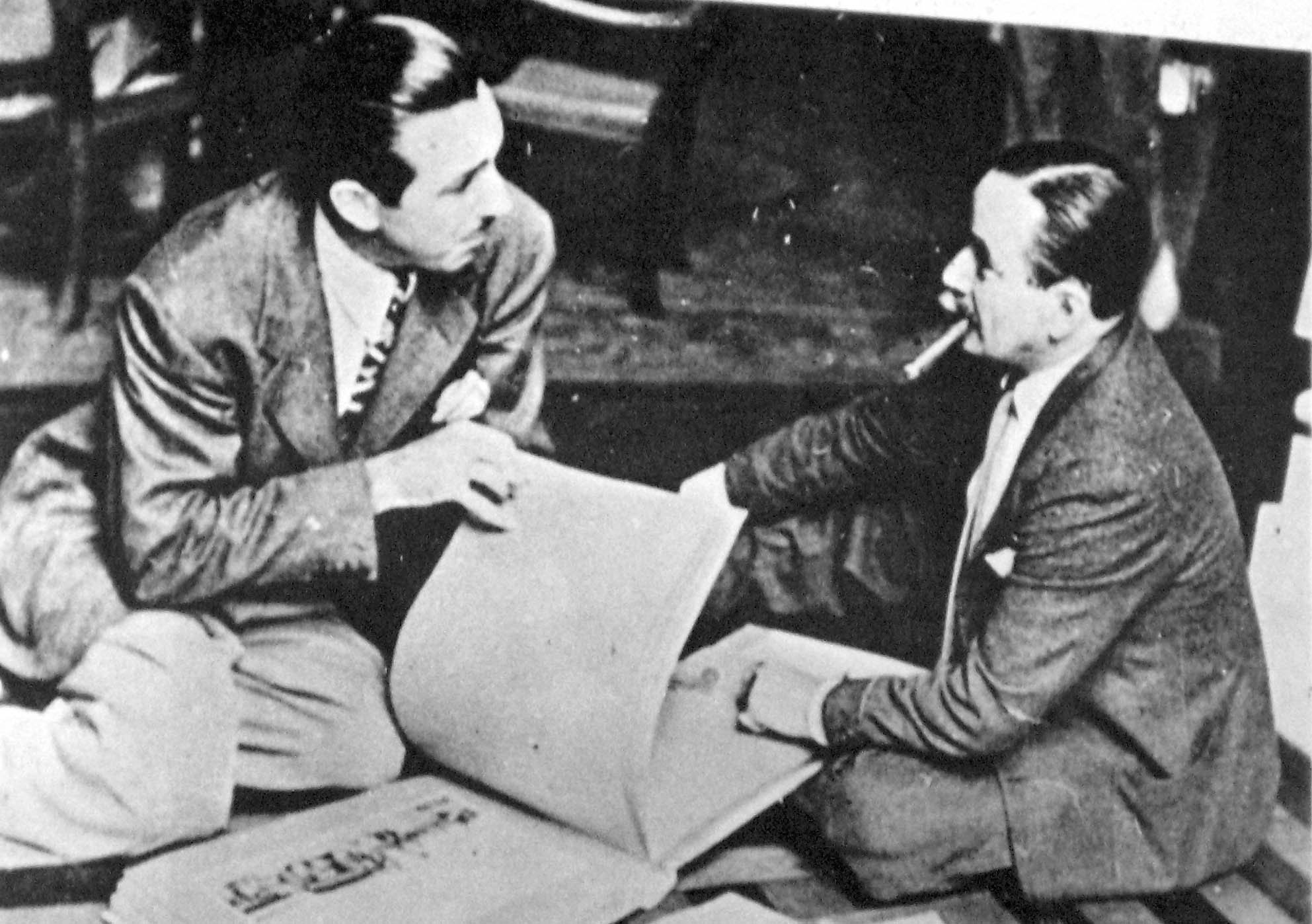
Walt Disney y Florencio Molina Campos.

En 1942, y hasta mediados de los años cincuenta, es contratado como asesor técnico de los estudios de Walt Disney para colaborar en los rodajes de El gaucho volador, Goofy se hace gaucho, Saludos, amigos, El gaucho reidor y Los tres amigos. Colaboró en la realización de la película animada Bambi, de 1942, donde se distingue el estilo de los animales y los árboles, que reproduce la vida silvestre de la isla Victoria, en el lago Nahuel Huapi, ubicado en la Patagonia Argentina.
En 1946 edita Vida gaucha, libro de texto para estudiantes de español en Estados Unidos.
En 1950 ganó el Premio Clarín, Medalla de Oro del V Salón de Dibujantes Argentinos.
En 1956 actuó en el cortometraje Pampa mansa, que fue presentado en el Festival de Berlín, donde estuvo presente.
En la muestra «Bicentenario: 200 años de humor gráfico» que el Museo del Dibujo y la Ilustración realiza en el Museo Eduardo Sívori de Buenos Aires, se le rinde homenaje a los más importantes creadores del humor gráfico en Argentina a través de su historia.
En 1981 se realizó la muestra homenaje a Florencio Molina Campos en la Galería «La casa de Antonio Berni», dirigida por Humberto Golluscio. Contaba con 115 obras cedidas por el museo «Florencio Molina Campos» de Moreno, gracias a su directora María Elvira Ponce Aguirre de Molina Campos. Fue el mismo Antonio Berni el encargado de presentar la muestra.
En septiembre de 2019 el Museo de Arte Popular José Hernández (Gobierno de la Ciudad de Buenos Aires) realizó una muestra en homenaje por los 60 años desde su fallecimiento, junto a la Fundación Florencio Molina Campos. En esta se exhibieron pinturas y dibujos, piezas y material poco conocido del artista costumbrista.
Actualmente, su único nieto dirige F. Molina Campos Ediciones, única firma autorizada para editar productos con sus imágenes, con oficinas en Buenos Aires. Conjuntamente con la Fundación Florencio Molina Campos son quienes fomentan la difusión de la obra de este artista, emblema de argentinidad a nivel mundial.

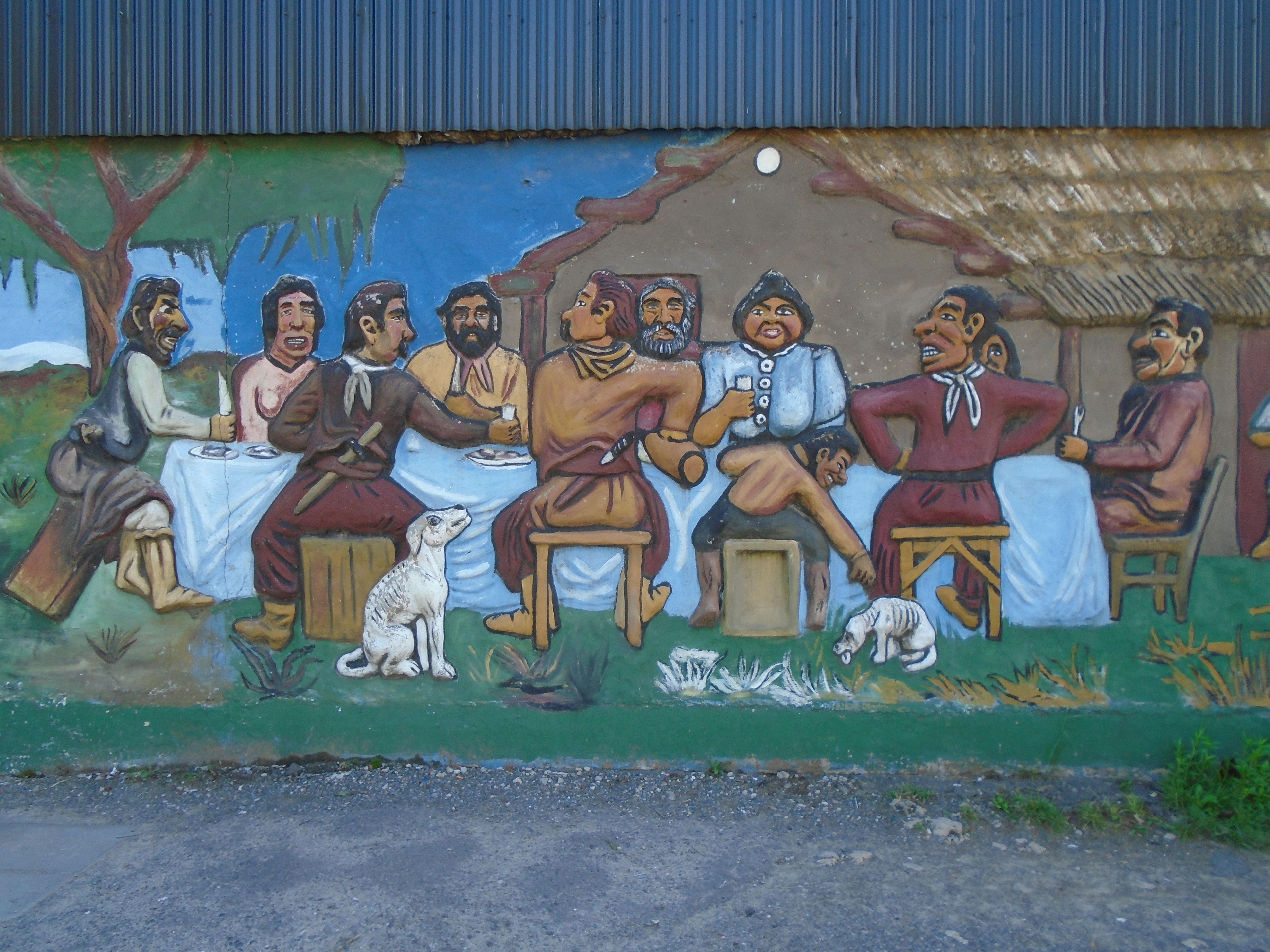
Réplica de una obra de Molina Campos en una calle de Moreno (Buenos Aires).

## Características de su obra
Sus dibujos y pinturas rememoran, con un toque humorístico, típicas viñetas gauchescas. Es muy recordado por sus clásicos almanaques de la fábrica Alpargatas S. A. I. C., donde bajo la supervisión del ingeniero de planta, su gran amigo Luis Pastorino, llegaron a lograr las más atractivas imágenes de la época.
De aire entrañablemente caricaturesco y, a menudo, naíf —aunque con exageraciones y cromaturas que lo conectan también con un nada ingenuo expresionismo—, su dibujo, inspirado principalmente en el mundo gauchesco, refleja a un observador agudo de la realidad nacional; en tal sentido, aunque la estilística sea diferente, Molina Campos tiene puntos comunes en cuanto a temática con Pedro Figari.
En 1923 expuso en la galería Witcomb de Buenos Aires.